# Црква Светог Краља Стефана Дечанског у Железнику
Црква Светог Краља Стефана Дечанског је српска православна црква која се налази у насељу Железник у градској општини Чукарица у граду Београду, а припада београдско-карловачкој архиепископији.
Саграђена је 1905. године на месту старог сеоског гробља. Црквена слава је Мратиндан, празник посвећен Стефану Урошу III Дечанском.

## Историјат
Црква Светог Краља Стефана Дечанског сазидана је 1905. године на месту старог сеоског гробља, у непосредној близини школе. Донатор цркве била је Катарина Јовановић из Београда, а у крипти храма налази се и њена породична гробница.
Донаторка је храм посветила Стефану Урошу III Дечанском, крсној слави њене породице, а поред новчаног прилога од хиљаду дуката, ктиторка је уложила труд на издвајању цркве из остружничке и формирању железничке парохије 7. октобра 1909. године, по одлуци Светог архијерејског сабора.
Поред ктиторке, удео прилога за изградњу цркве имала је и општина Железник, а велику заслугу за њену изградњу имао је и Радован Радојевић, тежак из Железника.
Црква је освештана када су постављени њени темељи 1905. године. Изграђена је за свега годину дана, 1906. године. Освећењу храма 16. априла 1906. године присуствовао је Петар I Карађорђевић и многи други државни званичници. Освећење цркве извршио је архипеископ београдски и митрополит српски Димитрије.
Први свештеник цркве био је Тома Бурковац, свршени академац Московске духовне академије, а дожитовни тутор и послужитељ црквеног олтара, Радован Радојевић, клисар, чије су три генерације породице била први овој цркви.
Током борби око Београда 1914. године црква је обијена, књиге и њен намештај спаљени, а сам објекат служио је као болница за рањенике.
Из насеља Железник 128 мушкараца који су углавном били инвадили, деца или старци, депортовани су у мађарске логоре, а веома мали број њих се вратило. У спомен на 210 жртава из Железника током рата, у црквеној порти подигнут је споменим жртвама рата до 1920. године.

## Архитектура
Пројектант цркве био је Драгомир Тадић, доктор архитектонских наука и професор београдског универзитета. Црква је грађена као једнобродна грађевина, без кубета, са полукружном (а споља петостраном) апсидом, на источном и малом припату са западне стране. Са западне стране улаза у храм 1961. године подигнут је мањи вестибил у српско-византијском стилу, са полихороним зидним површинама.
 На западном делу зида у наосу налази се мермерна плоча са натписом ктиторке: Задужбина Катрине удова Мих. Јовановића трговца из Београда, посвећена 11. новембра 1605. године Светом Краљу Стефану Дечанском..
У оквиру цркве налази се иконостас који је ширине 4,35 м, а на њему мали дуборезачки украси. Икону Светог Стефана Дечанског изнад улазних врата направио је Живко Стојсављевић, српски сликар.